# Острозька Біблія (золота монета)
«Остро́зька Бі́блія» — золота пам'ятна монета Національного банку України номіналом 100 гривень, присвячена визначній пам'ятці книгодрукування — Острозькій Біблії (1581) — першому повному друкованому виданню Біблії церковнослов'янською мовою. Ініціатором і меценатом створення Острозької Біблії був князь Костянтин Василь Острозький, який для реалізації свого задуму запросив до Острога книгодрукаря Івана Федорова. Ця Біблія, яка складається із 1256 сторінок, вийшла великим на той час тиражем — 1500 примірників.
Монету введено в обіг 15 листопада 2007 року. Вона належить до серії «Духовні скарби України».

## Опис монети та характеристики
| Номінал грн. | Метал            | Маса, г      | Діаметр, мм | Якість виготовлення | Гурт                 | Тираж, штук |
| ------------ | ---------------- | ------------ | ----------- | ------------------- | -------------------- | ----------- |
| 100          | золото 900 проби | 31,1 / 34,56 | 32,0        | пруф                | секторальне рифлення | 4 000       |

### Аверс
На аверсі монети зображено стилізований фрагмент орнаментальної заставки першої сторінки Острозької Біблії, на тлі якої угорі — малий Державний Герб України, під заставкою розміщено написи: «НАЦІОНАЛЬНИЙ/ БАНК УКРАЇНИ», унизу номінал — «100 ГРИВЕНЬ»/ рік карбування монети — 2007, позначення металу, його проби — Au 900, маса в чистоті — 31,1 та логотип Монетного двору Національного банку України.

### Реверс
На реверсі монети зображено стилізовані портрети Івана Федорова та Костянтина Василя Острозького, які тримають розгорнуту книгу, і розміщено стилізовані написи: «ОСТРОЗЬКА БІБЛІЯ» (угорі) та «1581» (унизу).

## Автори

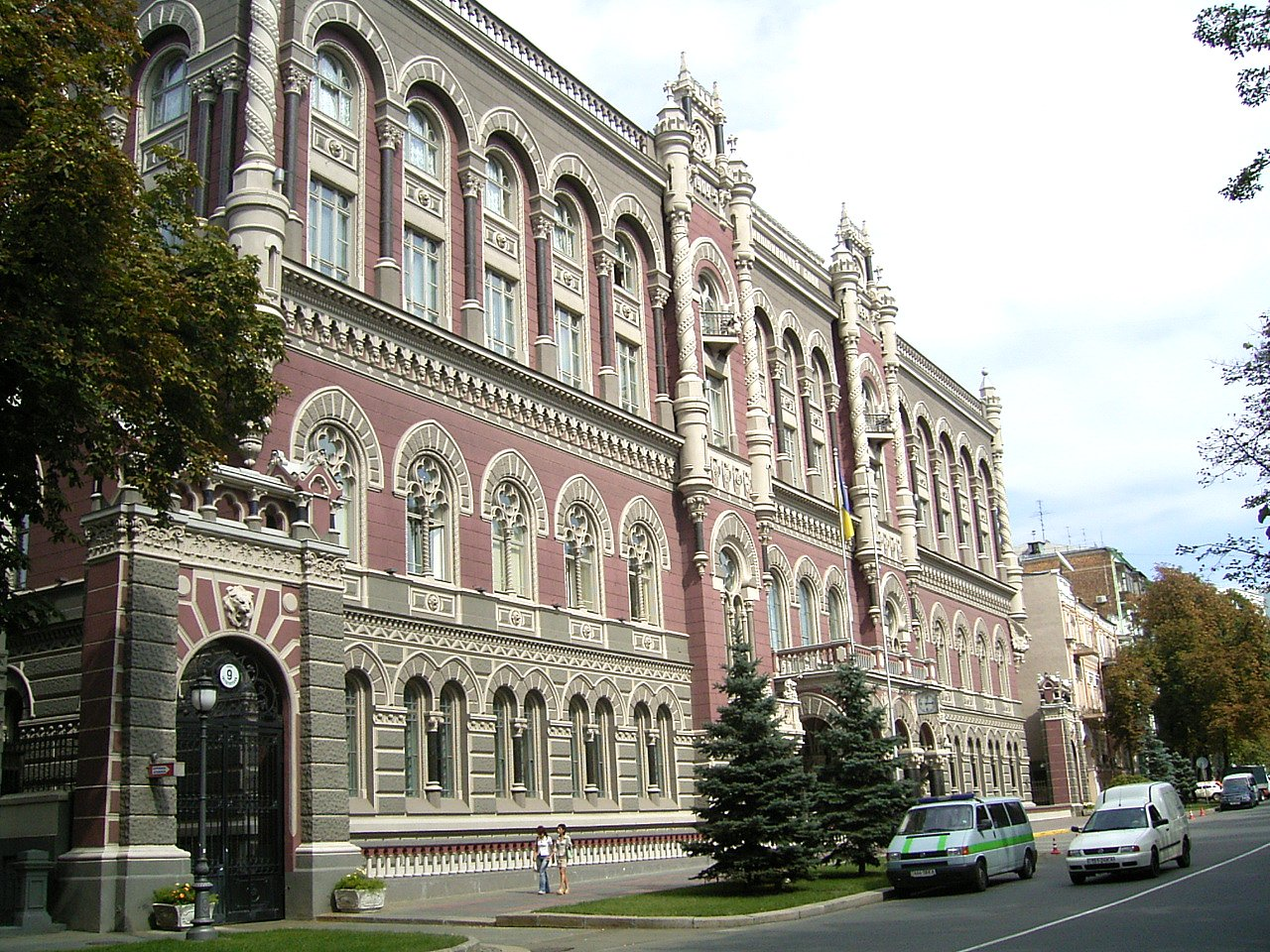
Будівля Національного банку України

- Художники: Таран Володимир, Харук Олександр, Харук Сергій.
- Скульптор — Іваненко Святослав.

## Вартість монети
Ціна монети — 15 252 гривні, була вказана на сайті Національного банку України у 2011 році.
Фактична приблизна вартість монети, з роками змінювалася так:
| Рік        | 2010   | 2011   | 2012   | 2013   | 2014    | 2015    | 2016   | 2017   | 2018   | 2019   |
| ---------- | ------ | ------ | ------ | ------ | ------- | ------- | ------ | ------ | ------ | ------ |
| Ціна, грн. | 12 350 | 15 500 | 16 000 | 16 000 | 17 000  | 38 500  | 38 000 | 42 000 | 43 000 | 43 500 |
| Рік        | 2020   | 2021   | 2022   | 2023   | 2024    | 2025    |        |        |        |        |
| Ціна, грн. | 53 000 | 60 000 | 70 000 | 94 000 | 113 000 | 145 000 |        |        |        |        |